# Pregabalina

Comprimidos de pregabalina con 100 mg de ingrediente activo en un paquete de 100

Pregabalina es un fármaco antiepiléptico y analgésico usado en el dolor neuropático periférico, y como terapia añadida en las crisis parciales convulsivas con o sin generalización en adultos. También es usado para tratar la ansiedad generalizada (TAG) ya que previene recaídas de las crisis de pánico y ansiedad. El principio activo es un análogo del ácido γ-aminobutírico (GABA) (ácido (S)-3- (aminometil)-5-metilhexanoico). Comparte mecanismos de acción con fenibut, otro análogo del GABA.
Sus formas de comercialización más conocidas son Lyrica®, fabricado por Pfizer, y Lunel Practidosis®, fabricado por Química Montpellier S.A..

## Indicaciones terapéuticas
- Dolor neuropático: está indicado en el tratamiento del dolor neuropático periférico en adultos (neuropatía diabética).
- Epilepsia: indicado en adultos en el tratamiento combinado de las crisis parciales con o sin generalización secundaria.
- Trastorno de ansiedad generalizada (TAG) en adultos. La pregabalina tiene efectos ansiolíticos similares a las benzodiacepinas con menor riesgo de dependencia.[4][5]
- Fibromialgia: un trastorno caracterizado por dolor músculoesquelético.[6]
- Síndrome de las piernas inquietas.[7]

## Reacciones adversas
El programa clínico de pregabalina incluyó a más de 9000 pacientes que fueron expuestos a pregabalina, de los que más de 5000 participaron en un ensayo doble ciego controlado con placebo. Las reacciones adversas comunicadas con más frecuencia fueron mareos y somnolencia.
También puede darse en varones una falta de eyaculación en relaciones sexuales hacia afuera, que esta reflejado en el propio prospecto.[cita requerida]
Generalmente, las reacciones adversas fueron de intensidad de leve a moderada. En todos los estudios controlados, la tasa de abandono a causa de reacciones adversas fue del 13% para pacientes que estaban recibiendo pregabalina y del 7% para pacientes que recibieron placebo. Las reacciones adversas que con más frecuencia dieron lugar a una interrupción del tratamiento en los grupos tratados con pregabalina fueron mareos y somnolencia.[cita requerida]